# 仁倉駅

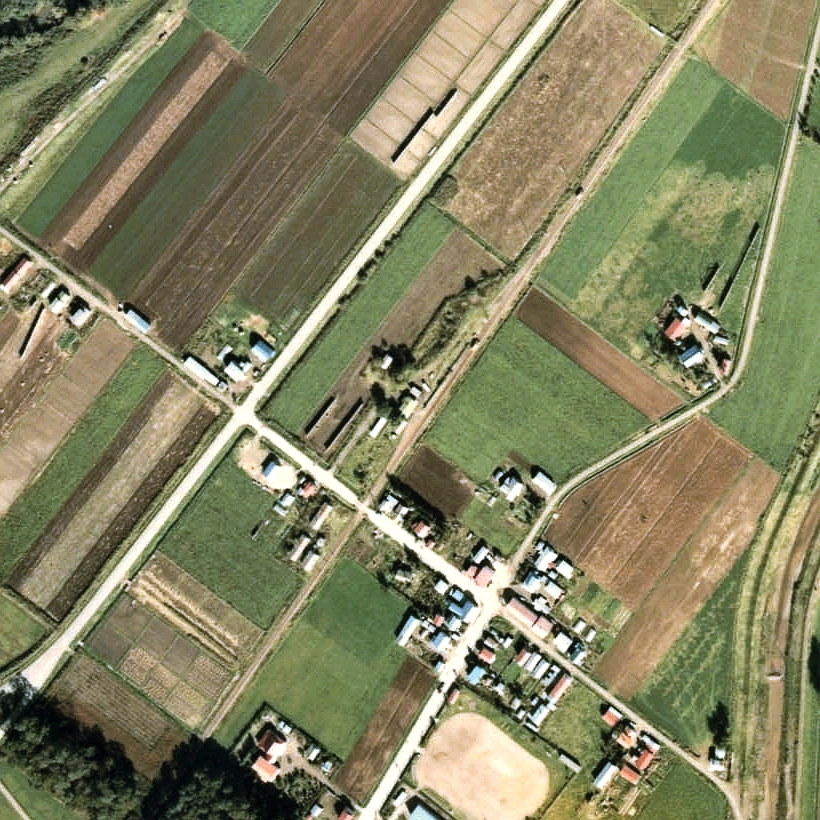
1977年の仁倉駅と周囲約500m範囲。右上が網走方面。仁倉地区の中心に位置する。右下は仁倉川、左上は佐呂間別川。島状の単式ホームがはっきりと見えるが、既に無人駅になっており、駅裏側の本線へ棒線化されている。配線は芭露駅と同様で、本線が直線の片開分岐を持ち、駅舎側は貨物用の副本線として使用されていた。

仁倉駅（にくらえき）は、北海道（網走支庁）常呂郡佐呂間町字仁倉にかつて設置されていた、日本国有鉄道（国鉄）湧網線の駅（廃駅）である。電報略号はニク。事務管理コードは▲122406。

## 歴史
- 1953年（昭和28年）10月22日 - 日本国有鉄道湧網線の佐呂間駅 - 下佐呂間駅（後の浜佐呂間駅）間開通（湧網線全通）に伴い、開業[1]。一般駅[1]。
- 1961年（昭和36年）4月1日 - 業務委託化。
- 1972年（昭和47年）2月8日 - 貨物・荷物の取り扱いを廃止し[3]、同時に無人駅[4]（簡易委託駅）化（駅近隣の個人）。
- 1987年（昭和62年）3月20日 - 湧網線の全線廃止に伴い、廃駅となる[1]。

### 駅名の由来
当駅が所在した地名より。地名は、アイヌ語の「ニクリ・アン・ペッ」（森林のある川）に由来する。

## 駅構造
廃止時点で、島式ホーム（片面使用）1面1線を有する地上駅であった。ホームは線路の北側（網走方面に向かって左手側）に存在した。転轍機を持たない棒線駅となっていた。
無人駅となっていたが、有人駅時代の駅舎が残っていた。駅舎は構内の北側に位置し、ホームを結ぶ通路で連絡した。駅舎とホームの間には花壇が作られていた。駅自体は完全無人であるが、駅近隣の個人が乗車券を販売する簡易委託駅となっていた。受託者は1983年（昭和58年）時点で70歳に近い農家の老婦人で、駅舎の清掃も行っており、当時の国鉄から「湧網沿線でいちばんきれいな駅」と太鼓判を押されていたという。

## 利用状況
乗車人員の推移は以下のとおり。年間の値のみ判明している年については、当該年度の日数で除した値を括弧書きで1日平均欄に示す。乗降人員のみが判明している場合は、1/2した値を括弧書きで記した。
| 年度               | 乗車人員 | 乗車人員 | 出典  | 備考 |
| 年度               | 年間     | 1日平均  | 出典  | 備考 |
| ------------------ | -------- | -------- | ----- | ---- |
| 1978年（昭和53年） |          | 70       | [ 7 ] |      |

## 駅周辺
- 北海道道655号仁倉端野線
- 北海道道103号留辺蘂浜佐呂間線
- 佐呂間別川[8]
- 仁倉川[8]
- 佐呂間町ふれあいバス（フリー乗降）

## 駅跡
駅舎及び駅構内の施設は1988年（昭和63年）9月頃には既に撤去されており、2011年（平成23年）時点では更地となり、何も残っていない。2023年9月放送の「にっぽん縦断こころ旅」で火野正平が訪れた際には、大型ソーラーパネルが設置されていた。
また、駅跡周辺は2011年（平成23年）時点では廃屋ばかりの荒地になっていた。線路跡は築堤が一部残存しており、浜佐呂間駅寄り、仁倉川の先の六号の沢川にコンクリート造りの「六号の沢川橋梁」が、亀裂が入った危険な状態ながら残存していた。

## 隣の駅
日本国有鉄道
湧網線
知来駅 - <紅葉橋仮乗降場> - 仁倉駅 - 浜佐呂間駅